# ブエルタ・ア・エスパーニャ2006

ブエルタ・ア・エスパーニャ2006コースレイアウト

ブエルタ・ア・エスパーニャ2006（スペイン語: Vuelta a España 2006）は、スペインで行われる自転車ロードレース『ブエルタ・ア・エスパーニャ』の61回目の大会である。2006年8月26日から9月17日まで行われた。
スペイン南部のマラガでのチームタイムトライアルでスタートし、マラガから時計回りにスペインを1周し首都マドリッドを目指す全行程3192 kmで行われた。2度の個人タイムトライアルの他、7日間の山岳ステージがまんべんなく配されている。ただし、休息日明けの16ステージから18ステージまでは3日連続の山岳ステージである。
大会はUCIプロツアー参加の20チームに主催者推薦枠で出場したリラックス・ガム（プロフェッショナルコンチネンタルチーム）を加えた21チームによって行われた。
総合優勝は、絶対的本命不在の中で争われた。地元スペインの若手アハンドロ・バルベルデが第7ステージ優勝し、他の総合勢からリードを奪う一方で、優勝候補のアレクサンドル・ヴィノクロフは調子が上がらず、2分近いタイム差を失ってしまう。しかし第8ステージと第9ステージでヴィノクロフは連勝、調子が戻ってきたことを示した。
第2週に入ってもバルベルデは好調を維持し、第14ステージの得意とは言えない個人タイム・トライアルも乗り切り、2回目の休養日まで1分42秒のタイム差をヴィノクロフにつけていた。
第3週の注目ステージは頂上ゴールの第18ステージであったが、事件はその前の第17ステージで起こった。1級山岳を下った後に平坦が続くプロフィールで、ヴィノクロフのチーム・メートであるカシェキンがアタック。カシェキンは一時期はヴィノクロフよりも上位にいたほど好調で、総合上位を維持していた。そのためにバルベルデはカシェキンを追わざるを得ず、頃合いをみてヴィノクロフがさらに飛び出すと、前を行くカシェキンと合流してリードを奪った。ヴィノクロフは同じく総合上位のカルロス・サストレと協調して追おうとするが、サストレにはもう脚がなかった。バルベルデは得意の下りで一時は追いつきかけたが、目前でヴィノクロフが単独でさらにアタックしてリードが広がった。平坦部分にはいるとヴィノクロフは逃げ残っていた先頭のトム・ダニエルソンに追いつき、2人は協調してさらに差を広げた。ヴィノクロフは協力してくれたダニエルソンにステージ優勝を譲ったが、2位のボーナスタイム12秒を獲得し、8秒差で総合首位に立った。
続く第18ステージの頂上ゴールでは、ヴィノクロフが先頭集団からアタック。疲れが見えた頃に今度はチーム・メートのカシェキンがアタックでヴィノクロフに合流、チーム・メートで同国人の2人がまたも協調してリードを保つと、ヴィノクロフはカシェキンにステージ優勝を譲り、2位のボーナス・タイムを含めさらにタイム差を広げた。
ヴィノクロフは第19ステージの個人タイム・トライアルでも優勝し、ステージ3勝目、総合優勝を決めた。

## 区間優勝と総合1位選手
| 区間   | 日      | スタート – ゴール                                   | km    | ステージ勝者                 | 総合1位                      |
| ------ | ------- | --------------------------------------------------- | ----- | ---------------------------- | ---------------------------- |
| 1      | 8月26日 | マラガ（チームTT）                                  | 7.3   | チームCSC                    | カルロス・サストレ           |
| 2      | 8月27日 | マラガ – コルドバ                                   | 176   | パオロ・ベッティーニ         | トル・フースホフト           |
| 3      | 8月28日 | コルドバ – アルメンドラレッホ                       | 219   | フランシスコ・ホセ・ベントソ | トル・フースホフト           |
| 4      | 8月29日 | アルメンドラレホ – カセレス                         | 135   | エリック・ツァベル           | トル・フースホフト           |
| 5      | 8月30日 | プラセンシア – ラ・コバティージャ                   | 178   | ダニーロ・ディルーカ         | ダニーロ・ディルーカ         |
| 6      | 8月31日 | サモーラ – レオン                                   | 177   | トル・フースホフト           | ダニーロ・ディルーカ         |
| 7      | 9月1日  | レオン – アルト・デ・エル・モデレーロ               | 154,2 | アレハンドロ・バルベルデ     | ヤネス・ブライコヴィッチ     |
| 8      | 9月2日  | ポンフェラーダ – ルーゴ                             | 181,6 | アレクサンドル・ヴィノクロフ | ヤネス・ブライコヴィッチ     |
| 9      | 9月3日  | ア・フォンサグラーダ – アルト・デ・ラ・コベルトリア | 207,4 | アレクサンドル・ヴィノクロフ | アレハンドロ・バルベルデ     |
| 休息日 |         |                                                     |       |                              |                              |
| 10     | 9月5日  | アビレス – ムセオ・デ・アルタミーラ                 | 199,3 | セルジオ・パウリーニョ       | アレハンドロ・バルベルデ     |
| 11     | 9月6日  | トレラベーガ – ブルゴス                             | 173,6 | エゴイ・マルティネス         | アレハンドロ・バルベルデ     |
| 12     | 9月7日  | アランダ・デ・ドゥエロ – グアダラハーラ             | 169,3 | ルカ・パオリーニ             | アレハンドロ・バルベルデ     |
| 13     | 9月8日  | グアダラハーラ – クエンカ                           | 180   | サムエル・サンチェス         | アレハンドロ・バルベルデ     |
| 14     | 9月9日  | クエンカ（個人TT）                                  | 33.2  | デビッド・ミラー             | アレハンドロ・バルベルデ     |
| 15     | 9月10日 | モティージャ・デル・パランカール – アルムサフェス   | 182   | ローベルト・フェルスター     | アレハンドロ・バルベルデ     |
| 休息日 |         |                                                     |       |                              |                              |
| 16     | 9月12日 | アルメリーア – カラール・アルト                     | 145   | イゴール・アントン           | アレハンドロ・バルベルデ     |
| 17     | 9月13日 | アドラ – グラナダ                                   | 166,7 | トム・ダニエルソン           | アレクサンドル・ヴィノクロフ |
| 18     | 9月14日 | グラナダ – パンデーラ                               | 153,1 | アンドレイ・カシェチキン     | アレクサンドル・ヴィノクロフ |
| 19     | 9月15日 | ハエン – シウダ・レアル                             | 205,3 | ホセ・ルイス・アリエタ       | アレクサンドル・ヴィノクロフ |
| 20     | 9月16日 | リバス・バシアマドリード （個人TT）                 | 27.5  | アレクサンドル・ヴィノクロフ | アレクサンドル・ヴィノクロフ |
| 21     | 9月17日 | マドリード                                          | 142,2 | エリック・ツァベル           | アレクサンドル・ヴィノクロフ |

## 全成績

### 総合成績
| 順位 | 選手名                               | チーム                             | 時間           |
| ---- | ------------------------------------ | ---------------------------------- | -------------- |
| 1    | アレクサンドル・ヴィノクロフ         | アスタナ                           | 81時間23分07秒 |
| 2    | アレハンドロ・バルベルデ             | ケス・デパーニュ                   | +1分12秒       |
| 3    | アンドレイ・カシェチキン             | アスタナ                           | +3分12秒       |
| 4    | カルロス・サストレ                   | チームCSC                          | +3分35秒       |
| 5    | ホセ・アンヘル・ゴメス・マルチャンテ | サウニエル・デュバル・プロディール | +6分51秒       |
| 6    | トム・ダニエルソン                   | ディスカバリーチャンネル           | +8分09秒       |
| 7    | サムエル・サンチェス                 | エウスカルテル・エウスカディ       | +8分26秒       |
| 8    | マヌエル・ベルトラン                 | ディスカバリーチャンネル           | +10分36秒      |
| 9    | ウラジミール・カルペツ               | ケス・デパーニュ                   | +10分47秒      |
| 10   | ルイス・ペレス                       | コフィディス                       | +11分32秒      |
| 11   | ステイン・デヴォルデル               | ディスカバリーチャンネル           | +12分52秒      |
| 12   | エゴイ・マルティネス                 | ディスカバリーチャンネル           | +15分10秒      |
| 13   | レオナルド・ピエポリ                 | サウニエル・デュバル・プロディール | +17分23秒      |
| 14   | スィルヴェステル・シュムィド         | ランプレ・フォンディタル           | +18分40秒      |
| 15   | イゴール・アントン                   | エウスカルテル・エウスカディ       | +18分56秒      |
| 16   | セルジオ・パウリーニョ               | アスタナ                           | +19分44秒      |
| 17   | ホアキン・ロドリゲス                 | ケス・デパーニュ                   | +24分18秒      |
| 18   | エフゲニー・ペトロフ                 | ランプレ・フォンディタル           | +27分51秒      |
| 19   | ダビド・アロヨ                       | ケス・デパーニュ                   | +28分04秒      |
| 20   | クリストファー・ホーナー             | ダヴィタモン・ロット               | +29分04秒      |

### ポイント賞
| 順位 | 選手名                       | チーム                       | ポイント |
| ---- | ---------------------------- | ---------------------------- | -------- |
| 1    | トル・フースホフト           | クレディ・アグリコール       | 199      |
| 2    | アレクサンドル・ヴィノクロフ | アスタナ                     | 163      |
| 3    | アレハンドロ・バルベルデ     | ケス・デパーニュ             | 147      |
| 4    | サムエル・サンチェス         | エウスカルテル・エウスカディ | 107      |
| 5    | エリック・ツァベル           | ミルラム                     | 104      |

### 山岳賞
| 順位 | 選手名                       | チーム                   | ポイント |
| ---- | ---------------------------- | ------------------------ | -------- |
| 1    | エゴイ・マルティネス         | ディスカバリーチャンネル | 129      |
| 2    | ピエトロ・カウッキオーリ     | クレディ・アグリコール   | 117      |
| 3    | アレハンドロ・バルベルデ     | ケス・デパーニュ         | 98       |
| 4    | アンドレイ・カシェチキン     | アスタナ                 | 84       |
| 5    | アレクサンドル・ヴィノクロフ | アスタナ                 | 82       |

### コンビネーション賞
| 順位 | 選手名                               | チーム                             | ポイント |
| ---- | ------------------------------------ | ---------------------------------- | -------- |
| 1    | アレクサンドル・ヴィノクロフ         | アスタナ                           | 8        |
| 2    | アレハンドロ・バルベルデ             | ケス・デパーニュ                   | 8        |
| 3    | アンドレイ・カシェチキン             | アスタナ                           | 15       |
| 4    | カルロス・サストレ                   | チームCSC                          | 21       |
| 5    | ホセ・アンヘル・ゴメス・マルチャンテ | サウニエル・デュバル・プロディール | 24       |

### チーム成績
| 順位 | チーム                       | 時間            |
| ---- | ---------------------------- | --------------- |
| 1    | ディスカバリーチャンネル     | 201時間59分16秒 |
| 2    | アスタナ                     | +15分25秒       |
| 3    | ケス・デパーニュ             | +25分33秒       |
| 4    | エウスカルテル・エウスカディ | +32分13秒       |
| 5    | チームCSC                    | +52分56秒       |